# 谭瑞松
谭瑞松（1962年2月—），湖南攸县人，生于吉林省吉林市，第十三届全国政协委员，曾任中国航空工业集团董事長。

## 生平
谭瑞松本科在北京航空学院就讀，碩士、博士在哈尔滨工程大学就讀。他的職稱是研究员级高级工程师。長期在哈尔滨东安汽车发动机制造公司任職。2004年9月至2008年11月期間擔任中国航空工业第二集团副总经理。2008年7月至2012年3月任中国航空工业集团副总经理。2012年3月至2018年5月，任中国航空工业集团总经理、党组副书记，中国航空工业集团公司董事。2018年5月，任中国航空工业集团董事长。
2022年11月7日，譚瑞松在中國國際航空航天博覽會上表示，航空工业不能成为国家足球队。由于提到了中國國家足球隊，相關言论引發議論。
2023年3月1日，谭瑞松的中国航空工业集团董事长、党组书记职务被免去。中共中央组织部的理由是依據中央企业领导人员任职年龄有关规定行事。
2024年8月30日，谭瑞松因涉嫌严重违纪违法，接受中央纪委国家监委纪律审查和监察调查。
2025年2月24日，中央纪委国家监委决定给予谭瑞松开除党籍处分，取消其享受的待遇，移送司法机关起诉。通报称其“靠军工吃军工”。